# Krokodýl Dundee v Los Angeles
Krokodýl Dundee v Los Angeles (v australském originále Crocodile Dundee in Los Angeles) je australsko-americká filmová komedie z roku 2001. Režisérem filmu je Simon Wincer. Hlavní role ve filmu ztvárnili Paul Hogan, Linda Kozlowski, Jere Burns, Jonathan Banks a Alec Wilson. Paul Hogan řekl, že inspiraci k zápletce dostal během prohlídky Litomyšle roku 1993.

## Obsazení
| Paul Hogan      | Michael Dundee |
| Linda Kozlowski | Sue Charlton   |
| Jere Burns      | Arnan Rothman  |
| Jonathan Banks  | Molis Drubnik  |
| Alec Wilson     | Jacko          |
| Gerry Skilton   | Nugget O´Cass  |
| Steve Rackman   | Donk           |
| Aida Turturro   | Jean Ferraro   |
| Paul Rodriguez  | Diego          |
| Mike Tyson      | Mike           |

Damien Dante jako krokodýl Dante